# Wizja św. Augustyna
Wizja św. Augustyna – obraz namalowany przez włoskiego malarza, mistrza szkoły weneckiej, Vittore Carpaccia.
Dzieło jest trzecim w kolejności płótnem stanowiącym cykl obrazów pt. Sceny z życia św. Hieronima. Przedstawia św. Augustyna podczas pisania do św. Hieronima rozprawy na temat kwestii teologicznych i w chwili usłyszenia głosu świętego mówiącego o swojej śmierci i jego obecności przy Chrystusie.
Obraz został namalowany dla bractwa Scuola degli Schiavoni, założonego w 1451 roku przez imigrantów z Dalmacji. Ukazany święty znajduje się w pracowni połączonej z biblioteką i kaplicą. Wnętrze wypełnione jest księgami, cennymi przedmiotami do nauki oraz kolekcjonerskimi – przedmiotami z brązu i ceramiki. Artysta umieścił na płótnie egzotyczną muszlę nawiązując do jednej z legend o św. Augustynie. Miejsce, przedmioty i kaplica sugeruje humanistyczne wykształcenie Augustyna i jego próby połączenia Boskich idei z wiedzą starożytną.

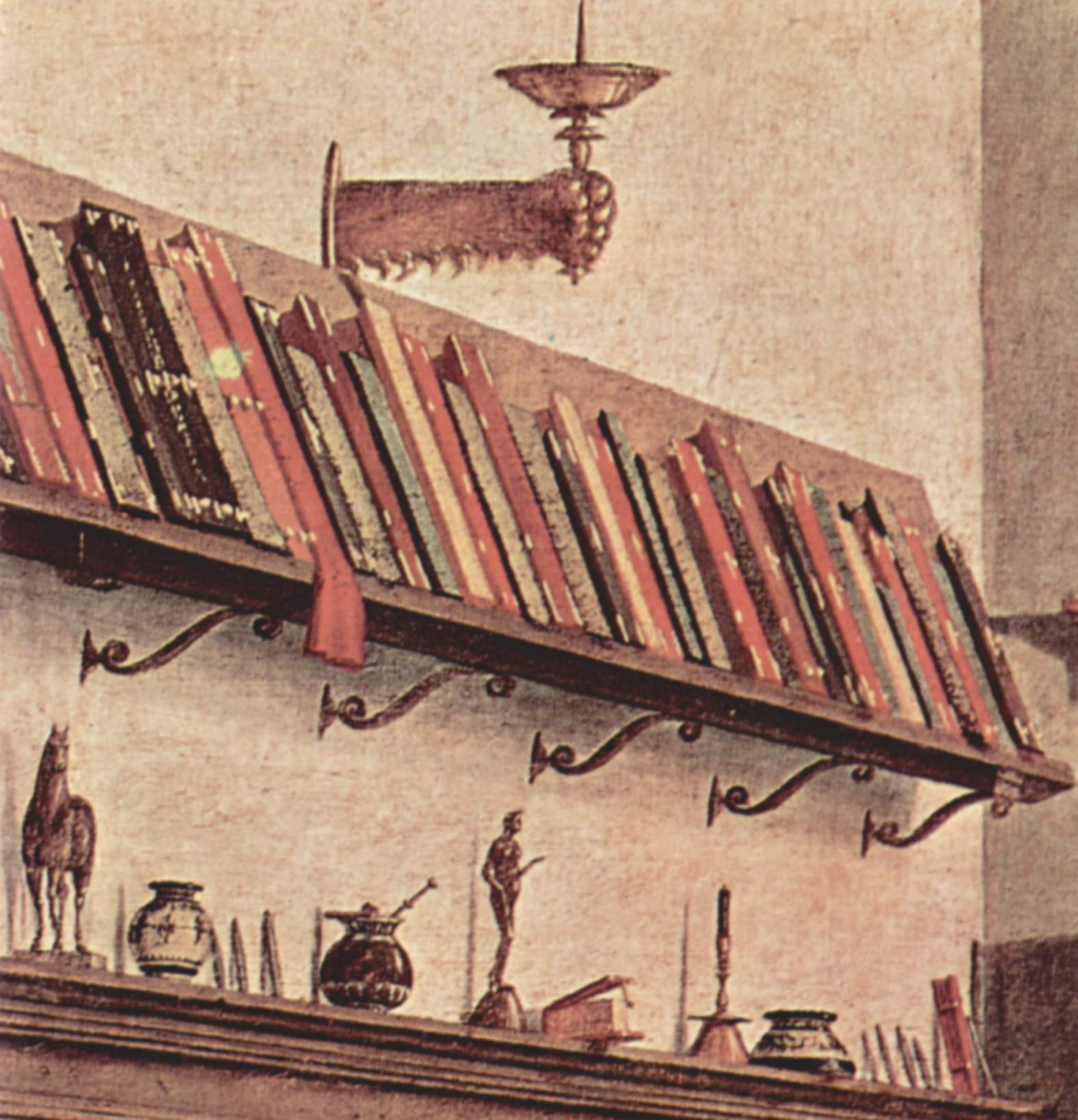
Fragment zbiorów bibliotecznych, statuetka Wenus i rzeźba konia

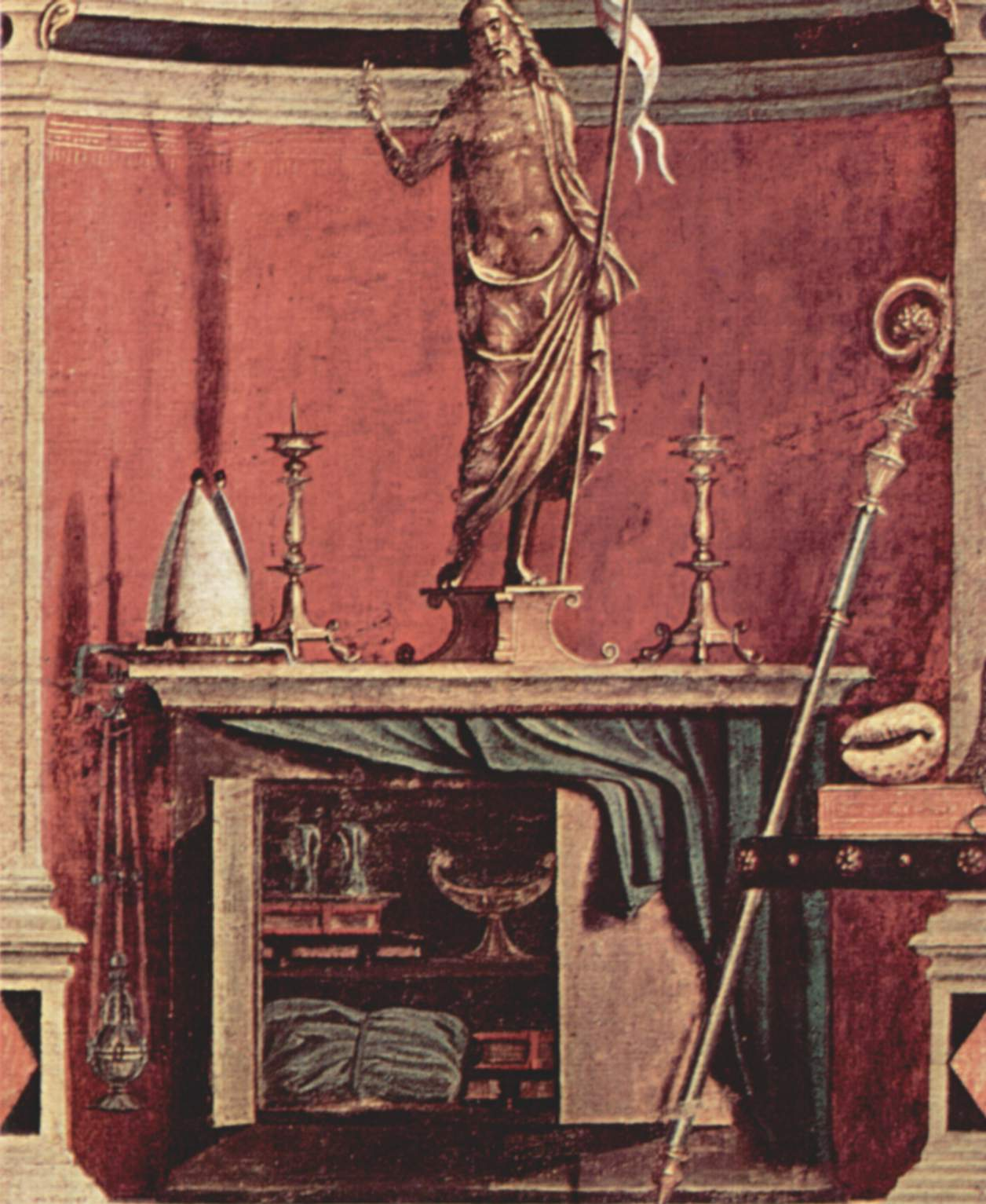
Rzeźba zmartwychwstałego Chrystusa

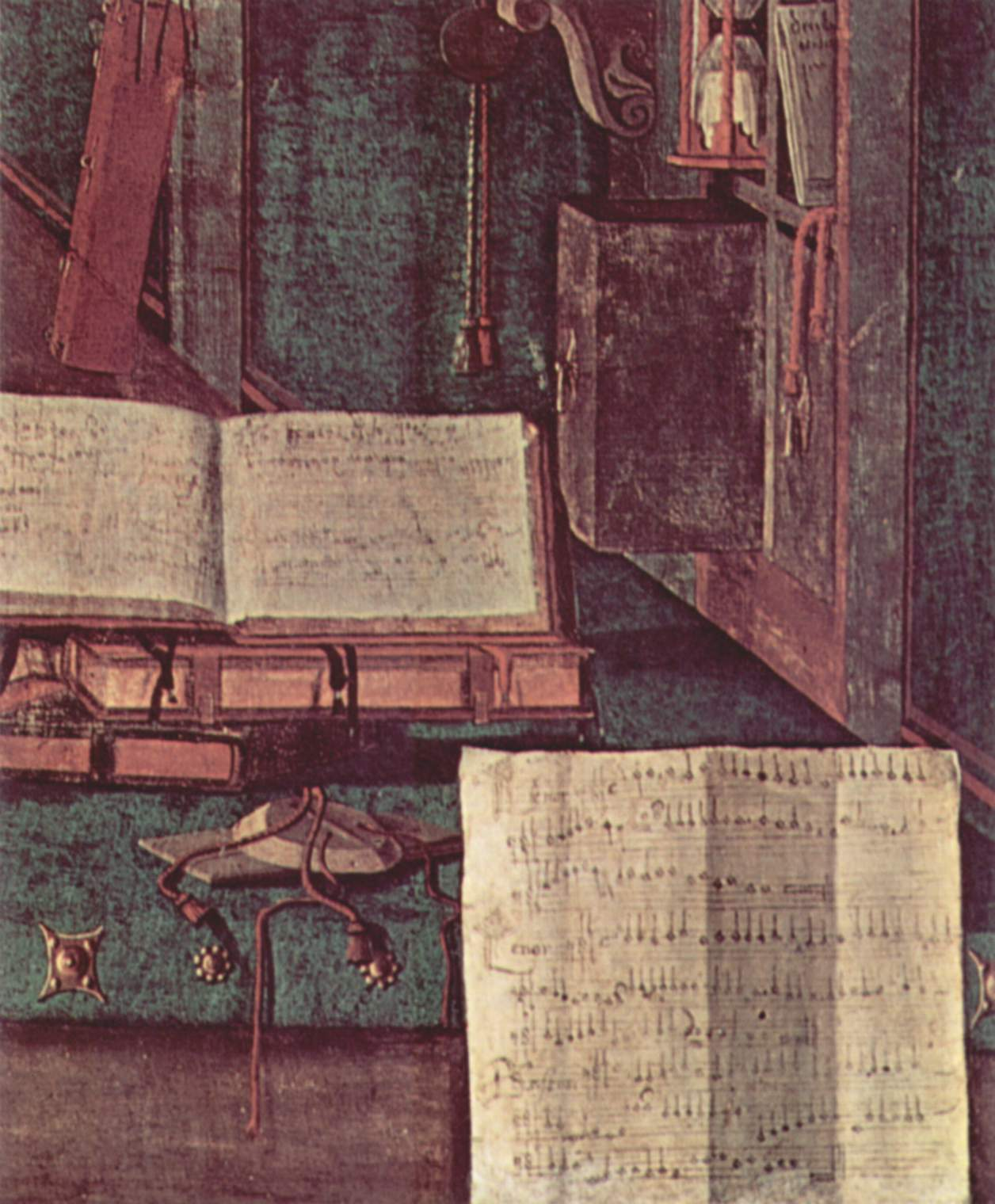
Zapis nut

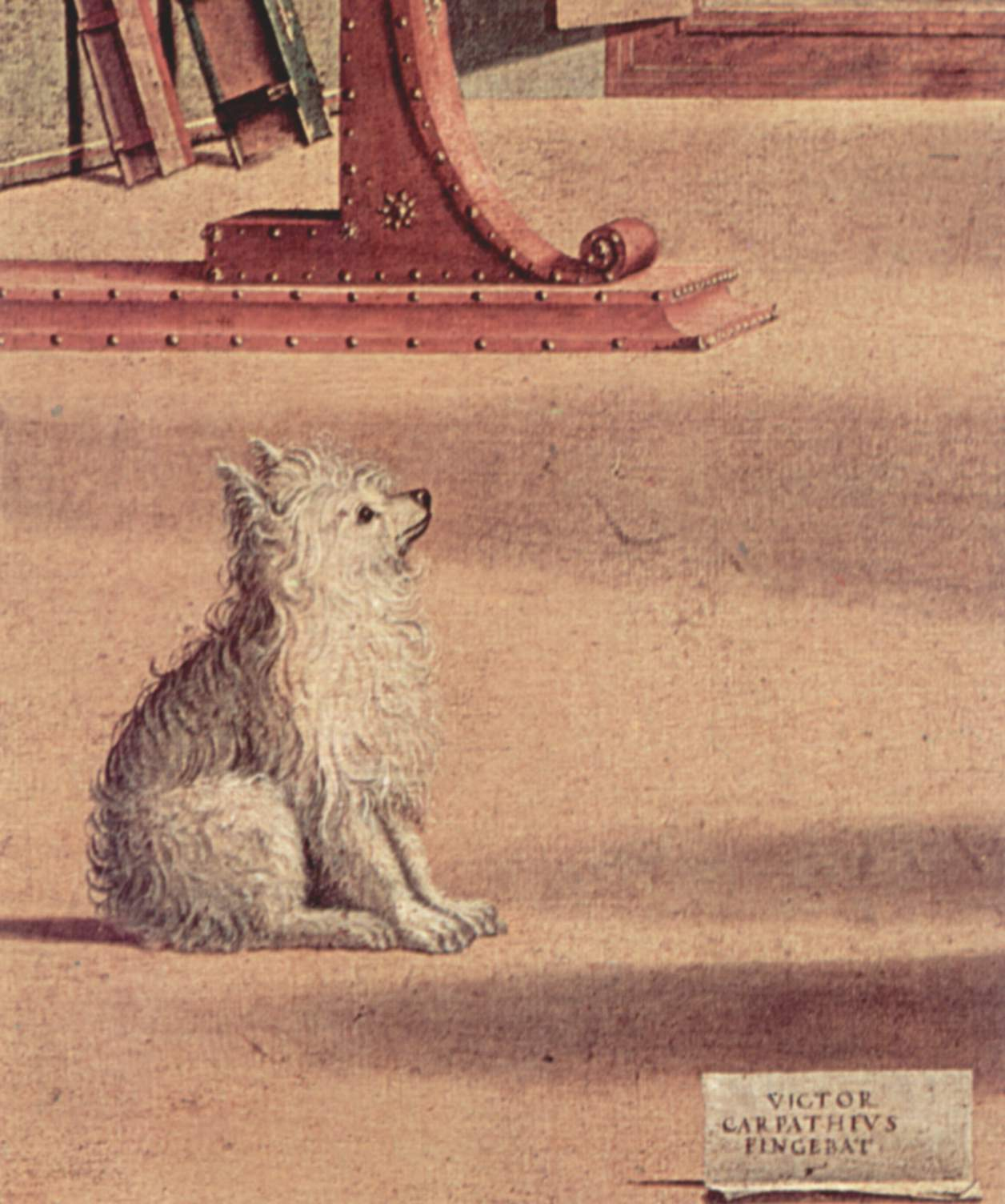
Pies – symbol wiary Augustyna i podpis artysty

## Interpretacja obrazu
Obraz interpretowany jest jako skrót życia św. Augustyna. On to, jako młody człowiek, był zafascynowany rzeczami tego świata i czerpał radość z ich używania. O tym fakcie informował w swoim dziele Wyznania. Dopiero św. Ambroży zmienił poglądy Augustyna. W ten sposób Carpaccio połączył sacrum i profanum czyli przedstawił Augustyna jako człowieka światłego i jako tego który porzucił to życie na rzecz ideałów Kościoła. Według innej interpretacji obraz jest hołdem złożonym kardynałowi Bessarionowi, greckiemu uczonemu i prawosławnego duchownymi. Po jego śmierci z jego woli znajdujący się w jego posiadaniu zbiór starożytnych ksiąg został przekazany dla biblioteki San Marco. Bractwo Scuola degli Schiavoni brało udział w planowaniu krucjaty w 1464 roku, a duchowny udzielił im specjalnego odpustu w dniach patronów scuoli (Jerzego, Hieronima i Tryfona) oraz w dniu święta Bożego Ciała. Obraz miał upamiętniać to wydarzenie jak i dar dla biblioteki.

## Opis obrazu
Po lewej stronie na półkach widoczne są piękne książki ułożone skośnie zgodnie ze zwyczajem. Odnoszą się one do podarowanej przez Bessariona biblioteki. Pod nimi na półce widoczna jest statuetka bogini Wenus uważanej za ziemski odpowiednik Chrystusa. Obok znajduje się rzeźba, jedna z czterech kopii koni przywiezionych do Wenecji po zakończeniu krucjaty i złupieniu Konstantynopola w 1204 roku. Konie zostały ustawione na fasadzie bazyliki Sam Marco.
W centralnym punkcie obrazu znajduje się statuetka zmartwychwstałego Chrystusa trzymającego chorągiew. Ta sama chorągiew stała się później atrybutem św. Jerzego, patrona scuoli. Sama postać Augustyna przedstawiona w chwili przerwania pisania, spogląda w stronę okna na blask z niego idący. To, że coś się wydarzyło za oknem, potwierdza postać psa widocznego po lewej stronie u dołu. Pies jest symbolem wierności i wiary, a jego nastroszone uszy i skierowana uwaga na okno świadczy, iż coś tam widzi, ale również i słyszy.
Po prawej stronie u dołu widoczne są strony z nutami, głównie zapis hymnu i pieśni. Nuty takie były zapisywane ręcznie i dopiero w 1481 roku zostały po raz pierwszy wydrukowane w Wenecji. W kolejnych latach miasto stało się głównym ośrodkiem drukarskim w Europie. Obok nich na brzegu widoczna jest pieczęć kardynała Bessariona, a dokument nią opatrzony jest być może pismem udzielającym odpust.
Pod postacią psa znajduje się kawałek papieru, na którym Carpaccio umieścił swój podpis.